# Northern Bright
Northern Bright (ノーザン・ブライト) é uma banda japonesa de J-rock formada por Hitoshi Arai (vocalista e guitarrista), Masanori Shimada (baixista) e Hideki Hara (baterista).

## Discografia

### Singles
- NORTHERN BRIGHT （1998）
- My Rising Sun （1999）
- SUGAR & SPICE （1999）
- WILDFLOWER （1999）
- ADVENTURE （2000）
- MY RISING SUN （2000）
- PULP FLAVOUR （2001）
- COME ON,NOW!（2002）
- END OF LONG HOT SUMMER 2002 （2002）
- YOUNG LOVERS （2003）
- SHOOTING FROM THE SHINING STAR （2003）
- HAPPINESS 岡村靖幸 remix （2004）
- STRAIGHT FROM MY HEART （2004）

### Álbuns
- NORTHERN SONGS （2000）
- LONG PLAY:FROM OUR ROOM TO YOUR LIFETIME （2003）
- A GENERATION AGO TODAY （2003）
- Seven Colours Gradations （2004）
- "Marine Day" （2004)
- NORTHERN BRIGHT Live@CHELSEA HOTEL （2008）

### DVD
- NORTHERN FILMS （2000)